# Castelo de Thoiry

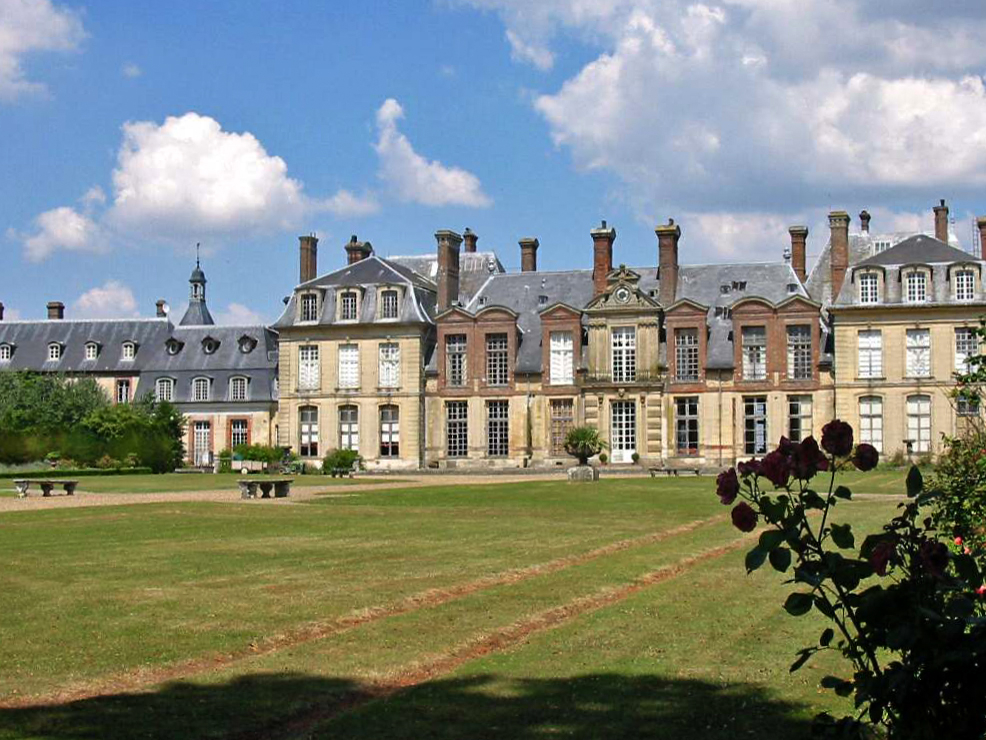
O Château de Thoiry visto a partir dos jardins.

O Château de Thoiry é um palácio Renascentista francês, situado em Thoiry, no departamento de Yvelines, cerca de 50 km a oeste de Paris.
A partir de 1560, Raoul Moreau, tesoureiro da Poupança do Rei Henrique II, encomendou ao mestre pedreiro Olivier Ymbert (originário de Saint-Léger-en-Yvelines e que havia trabalhado alguns anos antes no Château de Rambouillet) a construção de um château em Thoiry, num lugar ocupado desde o século XII. A partir de 1562, depois da construção das dependências – quinta, cavalariças, redis de ovelhas, pombal – foi edificado em profundidade um corps de logis simples, ao qual foram ligados por terraços dois pavilhões rectangulares. Cerca de 1580, foi arranjado o adro, o qual descia por um conjunto de terraçoes e degraus até à estrada de Neauphle. O conjunto, edificado em tijolos com revestimento em pedra, é de uma grande simplicidade.
No início século XVIII, foram efectuadas transformações, talvez sob a direcção de Jean-Michel Chevotet, arquitecto do Château de Champlâtreux. Foram adossados dois pavilhões de dois andares aos pavilhões originais, a escadaria central foi substituída por uma escadaria actual num dos seus pavilhões. O parque foi redesenhado, cerca de 1720, no estilo clássico.
Em 1739, o senhorio pertencia a Monsieur de Vatan. Passou de seguida ao Conde Charles de Machault d'Arnouville, filho do guarda dos sêlos de Luís XV, Jean-Baptiste de Machault d'Arnouville, por intermédio da sua esposa, Angélique de Baussan. A sua herdeira, Henriette de Machault d'Arnouville (1808-1864), Marquesa de Vogüé pelo seu casamento, em 1826, com Léonce de Vogüé, fez modernizar o palácio cerca de 1840: a fachada sobre o jardim foi reparada com pedra, o pátio e o adro foram suprimidos, o jardim foi arranjado ao gosto da época por Louis-Sulpice Varé.
Depois da sua aquisição, em 1609, pela família Marescot, o Château de Thoiry permaneceu por 16 gerações na mesma família, que se tornou na família La Panouse a partir do século XIX, fazendo-se a transmissão frequentemente por via feminina. Este palácio atravessou os séculos e acontecimentos como a Revolução, quase intacto. Conservou, desse modo, o seu mobiliário de diferentes épocas, assim como importantes arquivos históricos.
O Château de Thoiry encontra-se aberto ao público, sendo também famoso pelo seu parque animal. Está inscrito no inventário suplementar dos monumentos históricos desde 1973. O domínio arborizado que o envolve cobre 380 hectares, dos quais 130 estão ocupados pelo parque animal. O Château possui um craède un  cravo de Blanchet, decorado por Huet, datado de 1712.

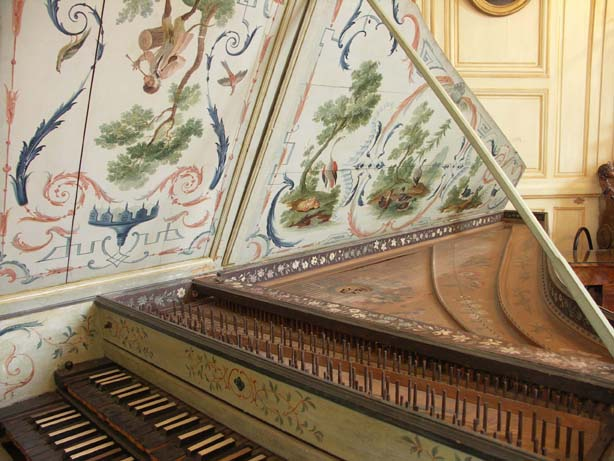
Detalhe do cravo Blanchet de Thoiry